# Густав Шедлер
Професор Густав Шедлер (нім. Gustav Schädler нар. 18 листопада 1883 року, Трізенберг — пом. 19 червня 1961, Вадуц, Ліхтенштейн) — прем'єр-міністр Ліхтенштейну у 1922–1928 роках. Член Християнсько-соціальної народної партії. Його уряд був відповідальним за створення валютного союзу зі Швейцарією у 1924 році.

## Біографія
Густав Шедлер народився в родині Адольфа та Марії (уродженої Бек) у Трізенбергу; мав чотирьох братів та сестер. Родина працювала на фермі, батько брав активну участь у громадському житті комуни. Після закінчення школи Густав поступив до педагогічної семінарії у Бад-Заульгау (Німеччина). З 1906 по 1912 роки здобував освіту у Цюриху за історично-лінгвістичним напрямком; був членом братства ліхтенштейнських студентів «Ренія».
У 1914 році почав працювати вчителем у Національній школі в Вадуці. У 1919 році князь Ліхтенштейну призначив Густава Шедлера на посаду спікера Ландтагу. У 1920 році був удостоєний почесного звання «професор» та разом із Вільямом Беком отримав доручення підготувати зміни до Конституції. Результатом їхньої кропіткої роботи стало прийняття у 1921 році нової Конституції Ліхтенштейну.
За результатами парламентських виборів, які відбулися 2 березня 1922 року, більшість у Ландтазі отримала Народна партія, а Густав Шедлер очолив Уряд країни. Після відставки його попередника — Йозефа Оспельта — князь Йоган ІІ призначив Шедлера 10 червня 1922 року новим прем'єр-міністром.
Під керівництвом Густава Шедлера був підписаний митний договір (1923) та утворений валютний союз (1924) зі Швейцарією. Також у період правління уряду Шедлера сталася надзвичайна подія — прорив греблі на Рейні (25 вересня 1927 року), відома як «Рейнська катастрофа». Через політичний скандал, пов'язаний із діяльністю Ощадбанку країни, Густава Шедлер був змушений піти з посади прем'єр-міністра. Після цього він повернувся до роботи у сфері шкільної освіти.
Шедлер багато років був кореспондентом Neue Zürcher Zeitung — швейцарської німецькомовної газети; у 1943–1944 роках разом із Отто Шедлером був редактором газети Liechtensteiner Vaterland.